# Prêmio Colunistas
O Prêmio Colunistas é considerado um dos mais tradicionais prêmios da publicidade brasileira, sendo entregue desde 1968.
Foi fundado pelos jornalistas Armando Ferrentini, Elóy Simões e Cícero Silveira, à época, colunistas de propaganda em publicações de São Paulo.
É oferecido pela Associação Brasileira dos Colunistas de Marketing e Propaganda (Abracomp), entidade presidida por Armando Ferrentini e tendo Marcio Ehrlich como vice-presidente executivo e coordenador nacional da premiação. O Colunistas premia os melhores trabalhos em todas as mídias (jornal, revista, rádio, mídia exterior, mídia alternativa, mídia digital, cinema, televisão e internet).
Em razão da grande abrangência da premiação, o processo seletivo é dividido em fases regionais: Colunistas Norte-Nordeste, Colunistas Brasília, Colunistas Centro-Leste, Colunistas Rio de Janeiro, Colunistas Espírito Santo, Colunistas São Paulo, Colunistas Paraná, Colunistas Santa Catarina e Colunistas Rio Grande do Sul. São dadas medalhas de ouro, prata e bronze para os ganhadores em cada região, sendo que os vencedores das medalhas de ouro competem entre si no Prêmio Colunistas Brasil, onde apenas medalhas de ouro são concedidas.
Ainda é o maior prêmio da publicidade brasileira, tendo, em 2007, na sua 40a versão, analisado 4836 peças de 191 agências de publicidade, para 1050 empresas anunciantes.